# Macrohastina
Macrohastina là một chi bướm đêm thuộc họ Geometridae.